# 猛兽派对
《猛兽派对》（旧称“动物派对”）是一款由Recreate Games工作室开发，由Source Technology发行的基于物理引擎的卡通风格的格斗动作冒险游戏。该游戏已于2023年9月20日在Microsoft Windows、Xbox One和Xbox Series X/S等平台发布。游戏试玩版在2020年6月16日至2020年6月21日Steam游戏节公布夏季版，同时于2020年10月4日至2020年10月13日Steam游戏节公布秋季版，并在该期间提供免费试用。该游戏在Xbox + Bethesda E3发布会上宣布将于发售当天加入Xbox Game Pass。

## 游戏玩法
本作是一款基于物理引擎的竞技格斗游戏，玩家可以扮演各种卡通形象小动物，包括小狗、小猫、鸭子、兔子、鲨鱼、恐龙甚至独角兽。动物们可以使用互相击拳、抛物、跳跃、踢腿和用头部撞击等操作，还能拿起并使用各种各样的武器进行游戏。在受到一定数量的伤害后，玩家会暂时被击倒。在大多数情况下，玩家可以复活并继续进行游戏，除非被扔出地图。目前，该游戏包括三种游戏模式，即“淘汰赛”（Last Stand）和“抢夺赛”（Team Score）以及仅可在自定义房间内游玩的“街机赛”（Arcade Mode）。在“淘汰赛”模式中，玩家与多达7个其他用户扮演的动物角色进行战斗，目标是成为最后幸存的动物。在“抢夺赛”模式中，玩家被分为两队，每队最多有4名玩家，玩家们在竞技场中心争夺得分物品，这些得分物品可以被丢进各自的队伍的得分区域即可获得相应的积分。在“街机赛”模式中，玩家被分为两队，两队之间进行大乱斗，直至其中一方的血量被扣完为止。目前游戏提供了20张地图和12个可玩的基础角色。

## 发展
该游戏由前锤子科技设计总监罗子雄创立的游戏工作室Recreate Games开发。该游戏于2019年9月在Twitter上首次公布。该游戏的公开演示在2020年6月和10月期间曾短期向公众开放。开发人员在2020年7月1日的新闻稿中透露，该游戏将来会在游戏主机上发布。
2022年5月25日，开发商发布更新，称“游戏仍在开发中，目标发布日期有望在2022年内，但不排除因质量和合规审批而推迟的可能”。

## 后续
该游戏获得了大部分积极的评价。在Steam游戏节：秋季版期间，它达到了135,834名同时在线玩家的高峰，使其成为Steam上第四大游戏。该游戏在Twitch上积累了大量的观众，有超过113,000名观众观看了该游戏的直播。